# North (álbum)
North é o quarto álbum de estúdio da banda norte-americana Matchbox Twenty, lançado a 4 de Setembro de 2012 através da Atlantic Records. O disco estreou na primeira posição da tabela musical Billboard 200 dos Estados Unidos, com 95 mil cópias vendidas segundo a Nielsen SoundScan.